# Саидский риал
Саидский риал (Риал Саиди) — денежная единица Султаната Маскат до 1970 года и Султаната Оман в 1970—1974 годах.

## История
В XIX веке в денежном обращении Маската преобладали индийская рупия и талер Марии-Терезии. При султане Фейсале в 1893—1897 годах были выпущены медные монеты в 1⁄12, 1⁄4 анны.
В 1940 году начата чеканка монет в байзах, а в 1948 году — в риалах. Риалы и монеты в 3, 10 и 20 байз чеканились двух типов — риал Саиди и риал Дофари (провинции Дофар).
В 1959 году Резервный банк и Правительство Индии после консультаций с правительствами государств залива и Банком Англии объявило о выпуске для государств залива специальных банкнот в рупиях, которые не являлись законным платёжным средством в Индии. Выпуск банкнот в рупиях Персидского залива был начат 11 мая 1959 года. Риал и талер продолжали использоваться в обращении.
В связи с девальвацией индийской рупии в июне 1966 года и последовавшей за ней девальвацией рупии Персидского залива на 36,5 % Маскат отказался от её использования, в обращении остались талер Марии-Терезии и монеты султаната.
7 мая 1970 года саидский риал официально объявлен денежной единицей, риал был приравнен к фунту стерлингов. 29 июня 1972 года привязка риала к фунту была отменена.
В марте 1974 года вместо саидского риала введён оманский риал (1:1).

## Монеты
Чеканились монеты:
- бронзовые: 2, 3, 5, 10 байз;
- медно-никелевые: 2, 5, 10, 20, 25, 50, 100 байз, 1⁄2, 1 Саиди риал, 1⁄2 Дофари риала;
- золотые: 10, 20, 25, 50, 100 байз, 1⁄2, 1, 15 Саиди риалов, 1⁄2 Дофари риала.

Золотые монеты чеканились для презентационных целей и в обращение не выпускались.